# Фристайл на зимових Олімпійських іграх 2018 — акробатика (чоловіки)
Змагання з фристайлу в дисципліні акробатики серед чоловіків у програмі Зимових Олімпійських ігор 2018 пройдуть 17 і 18 лютого в сніговому парку «Фенікс», Пхьончхан .

## Кваліфікація на Ігри
Перші 25 спортсменів у списку розподілення олімпійських квот кваліфікувались, не більш як по чотири від кожного Національного олімпійського комітету (НОК). Всі вони мали потрапити в 30-ку найсильніших на етапах Кубка світу, або на чемпіонаті світу 2017 року у своїй дисципліні, а також набрати як мінімум 80 очок FIS під час кваліфікаційного періоду (від 1 липня 2016 року до 31 січня 2018-го). Якщо команда-господар, Південна Корея не кваліфікується, то їхній вибраний спортсмен зможе замінити останнього в списку тих, хто кваліфікувався, за умови, що всі кваліфікаційні критерії виконані.

## Медалісти
| Золото                      | Срібло              | Бронза             |
| Олександр Абраменко ( UKR ) | Цзя Цзуньян ( CHN ) | Ілля Буров ( RUS ) |

## Розклад
Час місцевий (UTC+9)
| Дата      | Час   | Коло              |
| --------- | ----- | ----------------- |
| 17 лютого | 20:00 | 1-ша кваліфікація |
| 17 лютого | 20:45 | 2-га кваліфікація |
| 18 лютого | 20:00 | Фінал 1           |
| 18 лютого | 20:29 | Фінал 2           |
| 18 лютого | 20:50 | Фінал 3           |

## Результати

### Кваліфікація

#### 1-ша кваліфікація
Перша кваліфікація змагань розпочалась 17 лютого о 20:00 за місцевим часом (UTC+9). У ній взяли участь 25 спортсменів, які виконали по одному стрибкові. Фристайлісти, які посіли перші 6 місць, відібралися у фінал, інші ж отримали право виступити у 2-й кваліфікації.
| Місце | Номер | Спортсмен           | Країна                       | Очки   | Нотатки |
| ----- | ----- | ------------------- | ---------------------------- | ------ | ------- |
| 1     | 10    | Джонатон Лілліс     | США                          | 127.44 | Q       |
| 2     | 5     | Ці Гуанпу           | Китай                        | 126.70 | Q       |
| 3     | 2     | Цзя Цзун'ян         | Китай                        | 126.55 | Q       |
| 4     | 15    | Станіслав Гладченко | Білорусь                     | 126.11 | Q       |
| 5     | 16    | Павло Кротов        | Спортсмени-олімпійці з Росії | 124.89 | Q       |
| 6     | 8     | Олів'є Рошон        | Канада                       | 124.34 | Q       |
| 7     | 25    | Дімітрі Іслер       | Швейцарія                    | 123.98 |         |
| 8     | 7     | Ілля Буров          | Спортсмени-олімпійці з Росії | 123.98 |         |
| 9     | 6     | Олександр Абраменко | Україна                      | 123.01 |         |
| 10    | 13    | Ван Сіньді          | Китай                        | 121.24 |         |
| 11    | 3     | Антон Кушнір        | Білорусь                     | 120.80 |         |
| 12    | 1     | Максим Буров        | Спортсмени-олімпійці з Росії | 117.65 |         |
| 13    | 27    | Ной Рот             | Швейцарія                    | 116.06 |         |
| 14    | 26    | Міша Гассер         | Швейцарія                    | 113.72 |         |
| 15    | 18    | Девід Морріс        | Австралія                    | 112.83 |         |
| 16    | 14    | Лю Чжунцін          | Китай                        | 107.08 |         |
| 17    | 12    | Наоя Табара         | Японія                       | 103.98 |         |
| 18    | 4     | Максим Густик       | Білорусь                     | 92.92  |         |
| 19    | 30    | Ільдар Бадрутдінов  | Казахстан                    | 89.18  |         |
| 20    | 28    | Ніколас Гігакс      | Швейцарія                    | 88.29  |         |
| 21    | 9     | Льюїс Ірвінг        | Канада                       | 87.17  |         |
| 22    | 17    | Ерік Лоугрен        | США                          | 86.28  |         |
| 23    | 11    | Мак Багоннон        | США                          | 85.97  |         |
| 24    | 29    | Ллойд Воллес        | Велика Британія              | 73.06  |         |
| 25    | 19    | Станіслав Нікітін   | Спортсмени-олімпійці з Росії | 70.59  |         |

#### 2-га кваліфікація
Друга кваліфікація змагань пройшла 17 лютого о 20:45. У ній взяли участь 19 спортсменів, які виконали по одному стрибкові. Фристайлісти, які посіли перші 6 місць, відібралися у фінал, інші завершили свої виступи на Іграх.
| Місце | Номер | Спортсмен           | Країна                       | Раунд 1 | Раунд 2 | Кращий | Нотатки |
| ----- | ----- | ------------------- | ---------------------------- | ------- | ------- | ------ | ------- |
| 1     | 7     | Ілля Буров          | Спортсмени-олімпійці з Росії | 123.98  | 126.55  | 126.55 | Q       |
| 2     | 18    | Девід Морріс        | Австралія                    | 112.83  | 124.89  | 124.89 | Q       |
| 3     | 25    | Дімітрі Іслер       | Швейцарія                    | 123.98  | 88.94   | 123.98 | Q       |
| 4     | 6     | Олександр Абраменко | Україна                      | 123.01  | 123.08  | 123.08 | Q       |
| 4     | 14    | Лю Чжунцін          | Китай                        | 107.08  | 123.08  | 123.08 | Q       |
| 6     | 26    | Міша Гассер         | Швейцарія                    | 113.72  | 121.72  | 121.72 | Q       |
| 7     | 3     | Антон Кушнір        | Білорусь                     | 120.80  | 121.27  | 121.27 |         |
| 8     | 13    | Ван Сіньді          | Китай                        | 121.24  | 96.38   | 121.24 |         |
| 9     | 1     | Максим Буров        | Спортсмени-олімпійці з Росії | 117.65  | 116.37  | 117.65 |         |
| 10    | 27    | Ной Рот             | Швейцарія                    | 116.06  | 116.64  | 116.64 |         |
| 11    | 11    | Мак Багоннон        | США                          | 85.97   | 112.39  | 112.39 |         |
| 12    | 19    | Станіслав Нікітін   | Спортсмени-олімпійці з Росії | 70.59   | 111.06  | 111.06 |         |
| 13    | 12    | Наоя Табара         | Японія                       | 103.98  | 78.73   | 103.98 |         |
| 14    | 29    | Ллойд Воллес        | Велика Британія              | 73.06   | 100.03  | 100.03 |         |
| 15    | 30    | Ільдар Бадрутдінов  | Казахстан                    | 89.18   | 94.47   | 94.47  |         |
| 16    | 4     | Максим Густик       | Білорусь                     | 92.92   | 89.14   | 92.92  |         |
| 17    | 28    | Ніколас Гігакс      | Швейцарія                    | 88.29   | 88.92   | 88.92  |         |
| 18    | 9     | Льюїс Ірвінг        | Канада                       | 87.17   | 78.73   | 87.17  |         |
| 19    | 17    | Ерік Лоугрен        | США                          | 86.28   | 72.40   | 86.28  |         |

### Фінал

#### Фінал 1
У першому фіналі взяли участь 12 спортсменів, що кваліфікувалися за підсумками двох відбіркових раундів. У другий фінал вийшли 9 спортсменів, які показали найкращий результат. З другого в третій фінал вийшли 6 спортсменів, які показали найкращий результат. У третьому фіналі спортсмен, який показав найкращий результат, став олімпійським чемпіоном.
| Місце | Номер | Спортсмен           | Країна                       | Раунд 1 | Місце | Раунд 2    | Місце      | Раунд 3    | Місце      |
| ----- | ----- | ------------------- | ---------------------------- | ------- | ----- | ---------- | ---------- | ---------- | ---------- |
| 1     | 6     | Олександр Абраменко | Україна                      | 125.67  | 3     | 125.79     | 4          | 128.51     | 1          |
| 2     | 2     | Цзя Цзун'ян         | Китай                        | 118.55  | 9     | 128.76     | 1          | 128.05     | 2          |
| 3     | 7     | Ілля Буров          | Спортсмени-олімпійці з Росії | 122.13  | 6     | 123.53     | 6          | 122.17     | 3          |
| 4     | 16    | Павло Кротов        | Спортсмени-олімпійці з Росії | 126.11  | 2     | 124.89     | 5          | 103.17     | 4          |
| 5     | 8     | Олів'є Рошон        | Канада                       | 125.67  | 4     | 128.05     | 2          | 98.11      | 5          |
| 6     | 15    | Станіслав Гладченко | Білорусь                     | 123.01  | 5     | 126.70     | 3          | 92.61      | 6          |
| 7     | 5     | Ці Гуанпу           | Китай                        | 127.44  | 1     | 122.17     | 7          | Не пройшли | Не пройшли |
| 8     | 10    | Джонатон Лілліс     | США                          | 121.68  | 7     | 95.47      | 8          | Не пройшли | Не пройшли |
| 9     | 14    | Лю Чжунцін          | Китай                        | 119.47  | 8     | 94.57      | 9          | Не пройшли | Не пройшли |
| 10    | 18    | Девід Морріс        | Австралія                    | 111.95  | 10    | Не пройшли | Не пройшли | Не пройшли | Не пройшли |
| 11    | 26    | Міша Гассер         | Швейцарія                    | 99.12   | 11    | Не пройшли | Не пройшли | Не пройшли | Не пройшли |
| 12    | 25    | Дімітрі Іслер       | Швейцарія                    | 97.79   | 12    | Не пройшли | Не пройшли | Не пройшли | Не пройшли |